# Балануца Олександр Олександрович
Олександр Олександрович Балануца (1 листопада 1980, Кіровоград) — український дипломат. Посол України в ОАЕ (з 2025). Заступник Міністра оборони України з європейської інтеграції (2024). Посол України в Кувейті (2019—2024).

## Життєпис
Народився 1 листопада 1980 року в місті Кіровоград. У 2002 році закінчив з відзнакою факультет іноземних мов Кіровоградського державного педагогічного університету імені Володимира Винниченка. У 2009 році здобув ступінь магістра міжнародного права, закінчивши з відзнакою Український державний університет фінансів та міжнародної торгівлі. У 2010 році захистив дисертацію на здобуття наукового ступеня кандидата економічних наук зі спеціальності «Гроші, фінанси та кредит» у Київському національному університеті імені Тараса Шевченка. Кандидат економічних наук, почесний доктор ЗУНУ, доктор педагогічних наук. Володіє українською, російською, англійською, іспанською, арабською, вивчає французьку.
У 2003—2006 рр. — працював на посадах головного спеціаліста, завідувача відділу, начальника відділу міжнародного співробітництва в Міністерстві фінансів України та Державному комітеті фінансового моніторингу України.
У 2007—2012 рр. — працював старшим викладачем, доцентом кафедри банківської справи та фінансового моніторингу факультету фінансів та банківської справи Національного університету Державної податкової служби України.
У 2012—2015 рр. — докторант Кіровоградського державного педагогічного університету імені Володимира Винниченка.
У 2016—2019 рр. — консул-керівник консульства України в місті Дубай, ОАЕ.
З 21 березня 2019 по 30 квітня 2024 року — Надзвичайний і Повноважний Посол України в Державі Кувейт.
15 квітня 2019 року вручив вірчі грамоти еміру Держави Кувейт шейху Сабаху Аль-Ахмаду Ас-Сабаху.
Надзвичайний і Повноважний Посланник другого класу (2020).
З 17 травня 2024 року — по 11 жовтня 2024 р. заступник Міністра оборони України з європейської інтеграції.
21 липня 2025 року призначений на посади Посла України в ОАЕ та Постійним представником України при Всесвітній туристичній організації (IRENA) за сумісництвом.